# Drakbåts-VM för landslag 2012

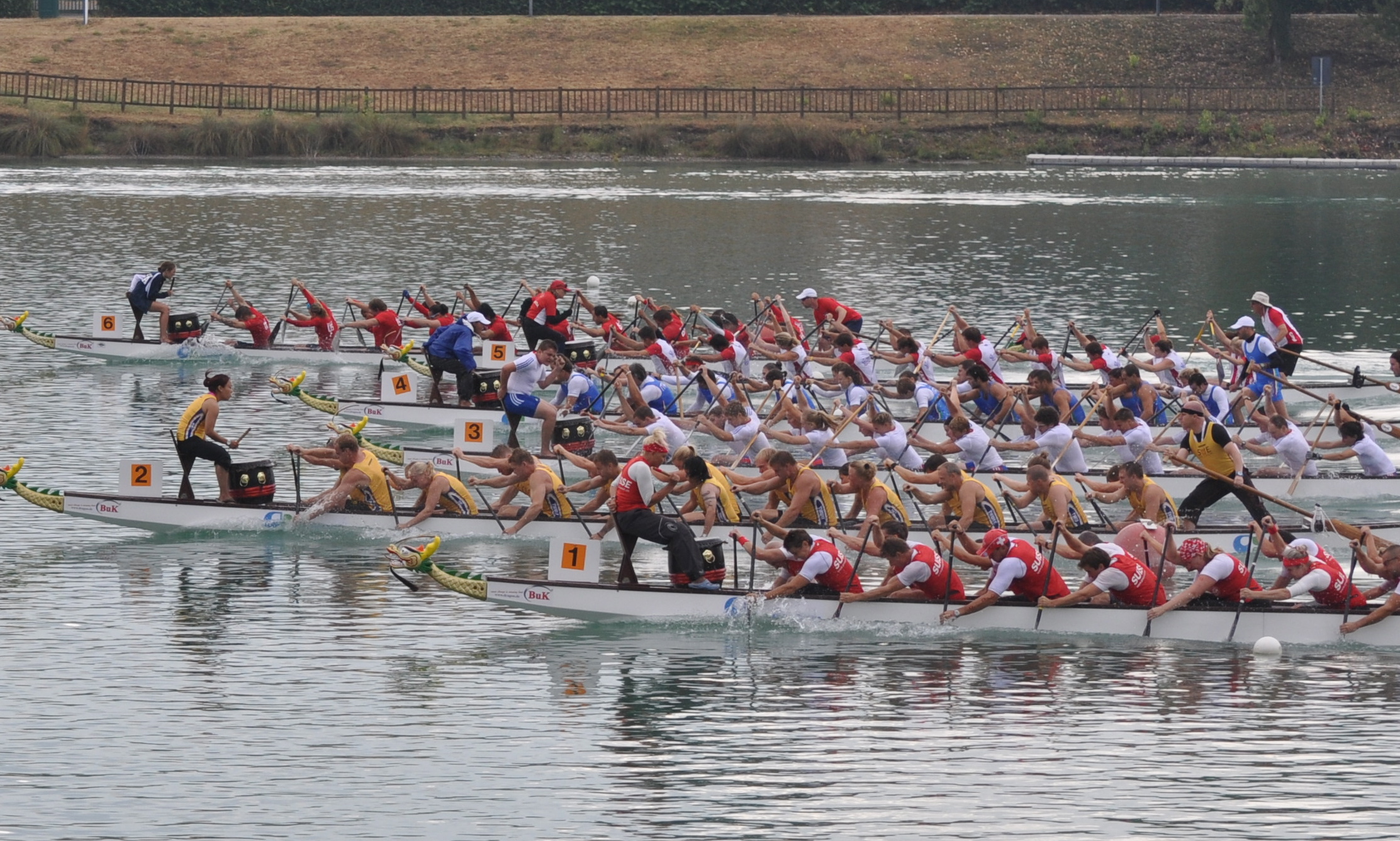
Ett av loppen i 20-manna mixed.

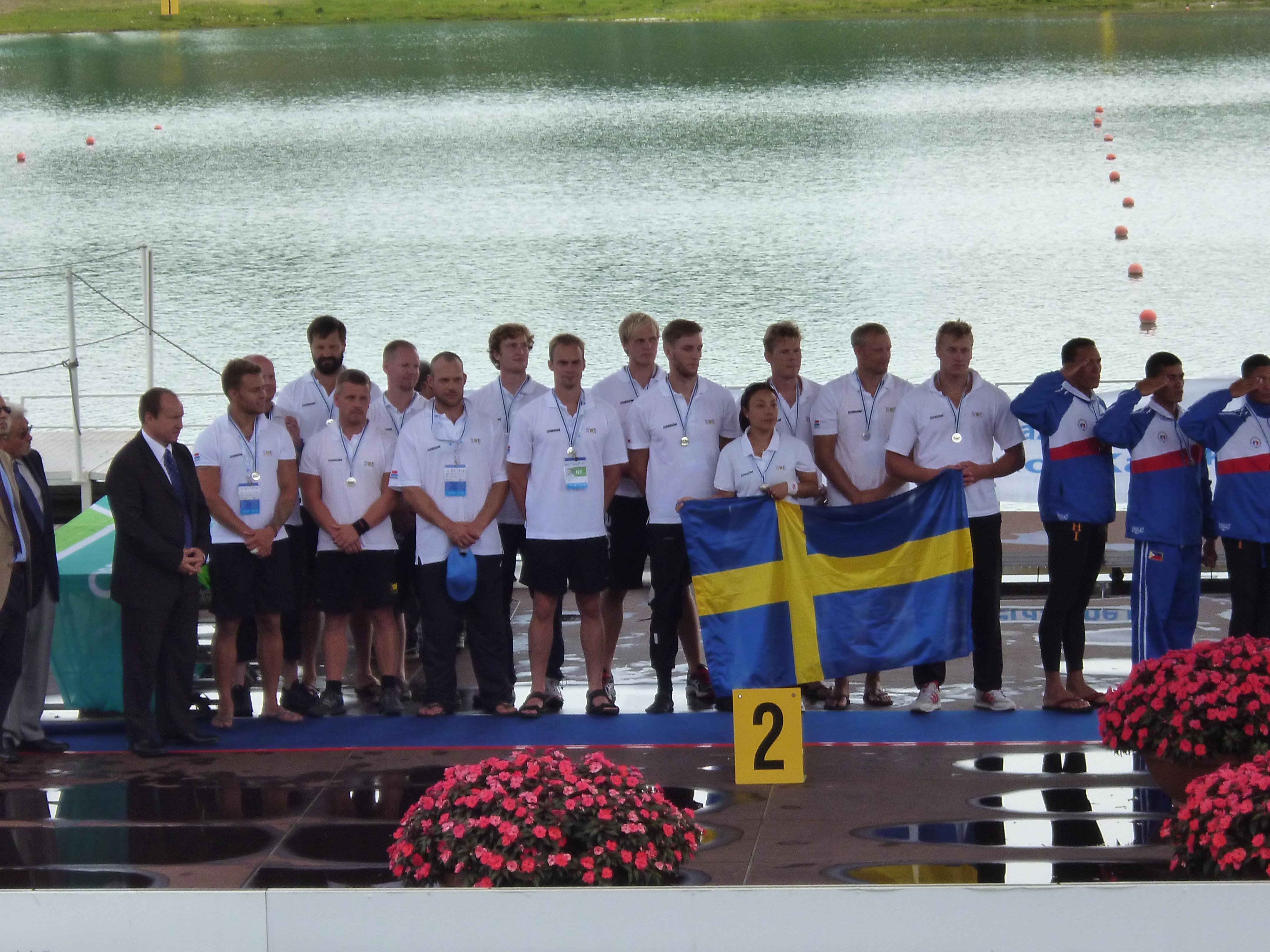
Det svenska landslaget tog sin främsta VM-placering någonsin genom ett silver i 10-manna 2 000 meter herrar, efter Filippinerna och före Tyskland.

Drakbåts-VM för landslag 2012 anordnades av ICF i Milano i Italien den 30 augusti till den 2 september. 14 länder deltog och 39 guldmedaljer delades ut. Distanserna var 200 meter, 500 meter och 2 000 meter. Det tävlades i både 10-manna- och 20-mannabåtar i dam-, mixed- och open-klasser på junior-, senior- och master-nivå.

## Medaljtabell
| Pl.    | Nation       | Guld | Silver | Brons | Totalt |
| ------ | ------------ | ---- | ------ | ----- | ------ |
| 1      | Ryssland     | 15   | 6      | 0     | 21     |
| 2      | Kanada       | 7    | 5      | 2     | 14     |
| 3      | Ungern       | 8    | 11     | 6     | 25     |
| 4      | Filippinerna | 6    | 1      | 0     | 7      |
| 5      | Tyskland     | 1    | 7      | 10    | 18     |
| 6      | Polen        | 1    | 3      | 6     | 10     |
| 7      | Tjeckien     | 1    | 0      | 1     | 2      |
| 8      | Italien      | 0    | 4      | 2     | 6      |
| 9      | USA          | 0    | 1      | 8     | 9      |
| 10     | Sverige      | 0    | 1      | 2     | 3      |
| 11     | Ukraina      | 0    | 0      | 1     | 1      |
| 12     | Schweiz      | 0    | 0      | 0     | 0      |
| 12     | Frankrike    | 0    | 0      | 0     | 0      |
| 12     | Japan        | 0    | 0      | 0     | 0      |
| Totalt | Totalt       | 39   | 39     | 38    | 116    |

## Medaljsammanfattning 20-manna

### Senior
| Klass                 | Guld         | Silver       | Brons    |
| 200m, senior herrar   | Ryssland     | Italien      | Ungern   |
| 500m, senior herrar   | Ryssland     | Ungern       | Kanada   |
| 2 000m, senior herrar | Kanada       | Italien      | USA      |
| 200m, senior damer    | Ryssland     | Tyskland     | Ungern   |
| 500m, senior damer    | Ryssland     | Ungern       | Tyskland |
| 2 000m, senior damer  | Ryssland     | Tyskland     | Ungern   |
| 200m, senior mixed    | Filippinerna | Ryssland     | Tyskland |
| 500m, senior mixed    | Ryssland     | Filippinerna | Tjeckien |
| 2 000m, senior mixed  | Ryssland     | Ungern       | Tyskland |

### Master
| Klass                 | Guld     | Silver   | Brons         |
| 200m, master herrar   | Ryssland | Ungern   | Tyskland      |
| 500m, master herrar   | Ryssland | Ungern   | Tyskland      |
| 2 000m, master herrar | Ungern   | Ryssland | Tyskland      |
| 200m, master damer    | Ungern   | Kanada   | USA           |
| 500m, master damer    | Ungern   | Kanada   | USA           |
| 2 000m, master damer  | Kanada   | USA      | Ingen utdelad |
| 200m, master mixed    | Ungern   | Tyskland | Italien       |
| 500m, master mixed    | Tyskland | Italien  | Ungern        |
| 2 000m, master mixed  | Ungern   | Tyskland | Italien       |

## Medaljsammanfattning 10-manna

### Senior
| Klass                 | Guld         | Silver   | Brons    |
| 200m, senior herrar   | Filippinerna | Ryssland | Polen    |
| 500m, senior herrar   | Filippinerna | Ryssland | Polen    |
| 2 000m, senior herrar | Filippinerna | Sverige  | Tyskland |
| 200m, senior damer    | Ryssland     | Ungern   | Sverige  |
| 500m, senior damer    | Ryssland     | Ungern   | Polen    |
| 2 000m, senior damer  | Ryssland     | Ungern   | Sverige  |
| 200m, senior mixed    | Filippinerna | Ryssland | USA      |
| 500m, senior mixed    | Filippinerna | Ryssland | Polen    |
| 2 000m, senior mixed  | Tjeckien     | Polen    | Ungern   |

### Junior
| Klass                | Guld   | Silver     | Brons      |
| 200m, junior mixed   | Kanada | Tyskland 1 | Tyskland 2 |
| 500m, junior mixed   | Kanada | Tyskland 2 | Tyskland 1 |
| 2 000m, junior mixed | Kanada | Tyskland 1 | Tyskland 2 |

### Master
| Klass                 | Guld     | Silver  | Brons   |
| 200m, master herrar   | Ryssland | Ungern  | Polen   |
| 500m, master herrar   | Ryssland | Italien | Ukraina |
| 2 000m, master herrar | Ryssland | Polen   | Kanada  |
| 200m, master damer    | Ungern   | Kanada  | USA     |
| 500m, master damer    | Ungern   | Kanada  | USA     |
| 2 000m, master damer  | Kanada   | Ungern  | USA     |
| 200m, master mixed    | Ungern   | Polen   | USA     |
| 500m, master mixed    | Polen    | Kanada  | Ungern  |
| 2 000m, master mixed  | Kanada   | Ungern  | Polen   |